# Joe Klein
Pour les articles homonymes, voir Klein.
Joe Klein (né le 7 septembre 1946) est un journaliste et un éditorialiste américain.
Il est notamment connu pour son roman Primary Colors, adapté au cinéma sous le même titre.